# Линейный фильтр
Линейный фильтр — динамическая система, применяющая некий линейный оператор ко входному сигналу для выделения или подавления определённых частот сигнала и других функций по обработке входного сигнала. Линейные фильтры широко применяются в электронике, цифровой обработке сигналов и изображений, в оптике, теории управления и других областях.
Наиболее часто они используются для того, чтобы подавить нежелательные частоты входного сигнала или для того чтобы выделить нужную полосу частот в сигнале. Существует большое количество различных типов и модификаций линейных фильтров, в статье описаны наиболее распространённые.
Несмотря на природу фильтра — механическую, оптическую, электронную, программную или электрическую, а также на частотный диапазон, в котором они работают, математическая теория линейных фильтров универсальна и может быть применена к любому из них.

## Классификация по передаточной функции

### Импульсная переходная функция
Линейные фильтры разделяются на два больших класса по виду импульсной переходной функции: фильтр с бесконечной импульсной характеристикой (БИХ-фильтры) и фильтр с конечной импульсной характеристикой (КИХ-фильтры). До недавнего времени практическое использование имели только аналоговые БИХ-фильтры, однако с развитием цифровой техники КИХ-фильтры стали применяться повсеместно.

### Частотные характеристики
По виду частотной характеристики фильтры подразделяются на:
- Фильтр низких частот — пропускает низкие частоты сигнала.
- Фильтр высоких частот — пропускает высокие частоты сигнала.
- Полосовой фильтр — пропускает ограниченную полосу частот сигнала.
- Режекторный фильтр пропускает все частоты, кроме определённой полосы.
- Фазовый фильтр пропускает все частоты сигнала, но изменяет его фазу.

Полосовые и режекторные фильтры могут быть сконструированы путём последовательного соединения фильтров низких и высоких частот.

## Проектирование фильтров
Линейные фильтры всех видов могут быть однозначно описаны с помощью их амплитудной и фазо-частотной характеристик, либо импульсной характеристики. С математической точки зрения непрерывные БИХ-фильтры описываются линейными дифференциальными уравнениями, а их импульсные характеристики — функции Грина для этих уравнений. Непрерывные фильтры также могут быть описаны с помощью преобразования Лапласа импульсной характеристики (в случае дискретных фильтров используется Z-преобразование).
Для проектирования фильтров широко применяются графические способы, например, с помощью диаграмм Боде или Найквиста, а также проектирование на комплексной плоскости, путём размещения нулей и полюсов передаточной функции фильтра.
Существует ряд различных типов фильтров по виду частотной характеристики, обеспечивающих качественное выполнение тех или иных задач.
Наиболее распространённые типы БИХ-фильтров:
- Фильтр Бесселя
- Фильтр Баттерворта
- Фильтр Чебышёва
- Эллиптический фильтр

КИХ-фильтры могут быть осуществлены с помощью свёртки сигнала с импульсной характеристикой фильтра.